# Funktionsräknare

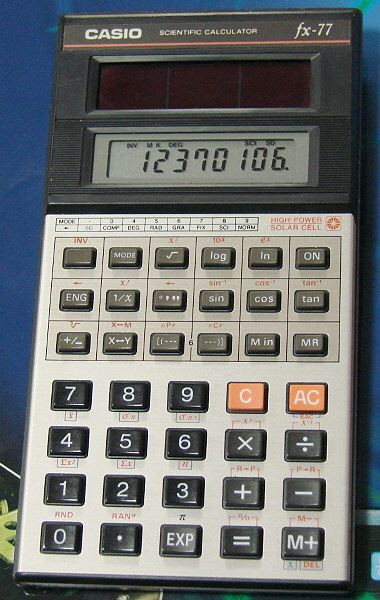
En enkelradig funktionsräknare av märket Casio.

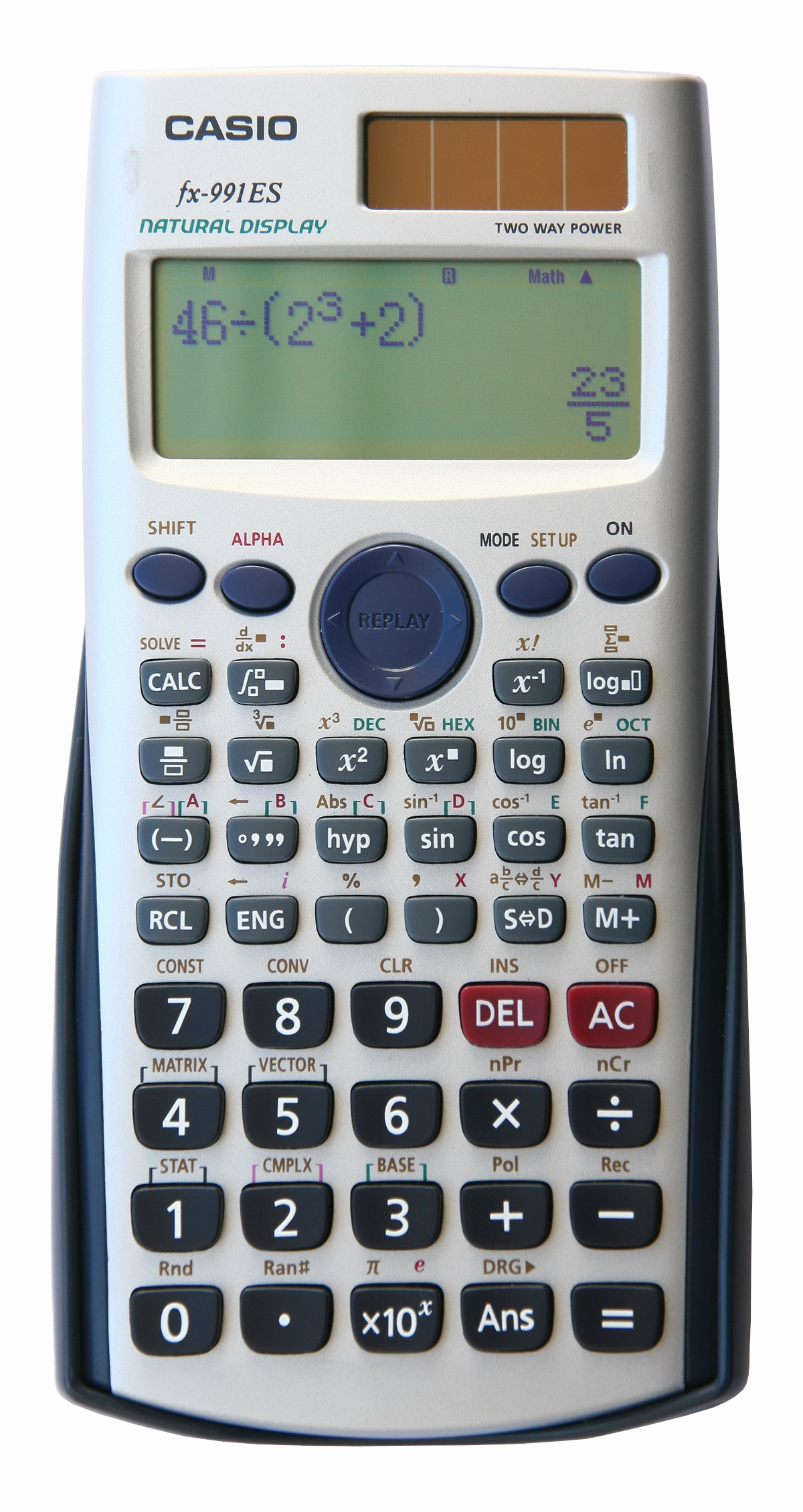
En tvåradig funktionsräknare med möjlighet att se både det inmatade talet och svaret.

En funktionsräknare är en miniräknare med vetenskapliga funktioner, som bland annat kan räkna ut sinus och cosinus. Funktionsräknaren brukar oftast ha en enradig eller tvåradig display.

## Funktioner
Funktionsräknare med tvåradig display ger ofta användaren möjlighet att gå tillbaka och ändra inmatningen, samt att man kan se både de inmatade talen och svaret i samma fönster. Exempelvis HP 35s, TI-30X IIB, Casio FX-82ES och Sharp EL-W531HB har den möjligheten.
En funktionsräknare brukar kosta runt 100-300 kr beroende på tillverkare och antalet funktioner som räknaren har. 
Det finns även en del funktionsräknare som är programmerbara och därmed kanske inte tillåtna på alla skolor. 
Grundläggande funktioner som brukar vara standard på de flesta funktionsräknare:
- Grundpotensform
- Flyttal
- Logaritm
- Trigonometri (vissa funktionsräknare har även hyperbolisk geometri)
- Potens och utöver kvadratrot även rot av tal
- Pi och e

Lite dyrare funktionsräknare brukar även ha möjlighet för: 
- Hexadecimala, binära och oktala beräkningar, inklusive grundläggande boolesk algebra
- Komplexa tal
- Bråk
- Statistik och Sannolikhet
- Programmering
- Matematisk analys
- Fysikalisk konstant

## Programmeringsbara funktionsräknare
Programmeringsbara funktionsräknare möjliggör för användaren att skriva och lagra program i räknaren, exempelvis för att lösa svåra matematiska problem.

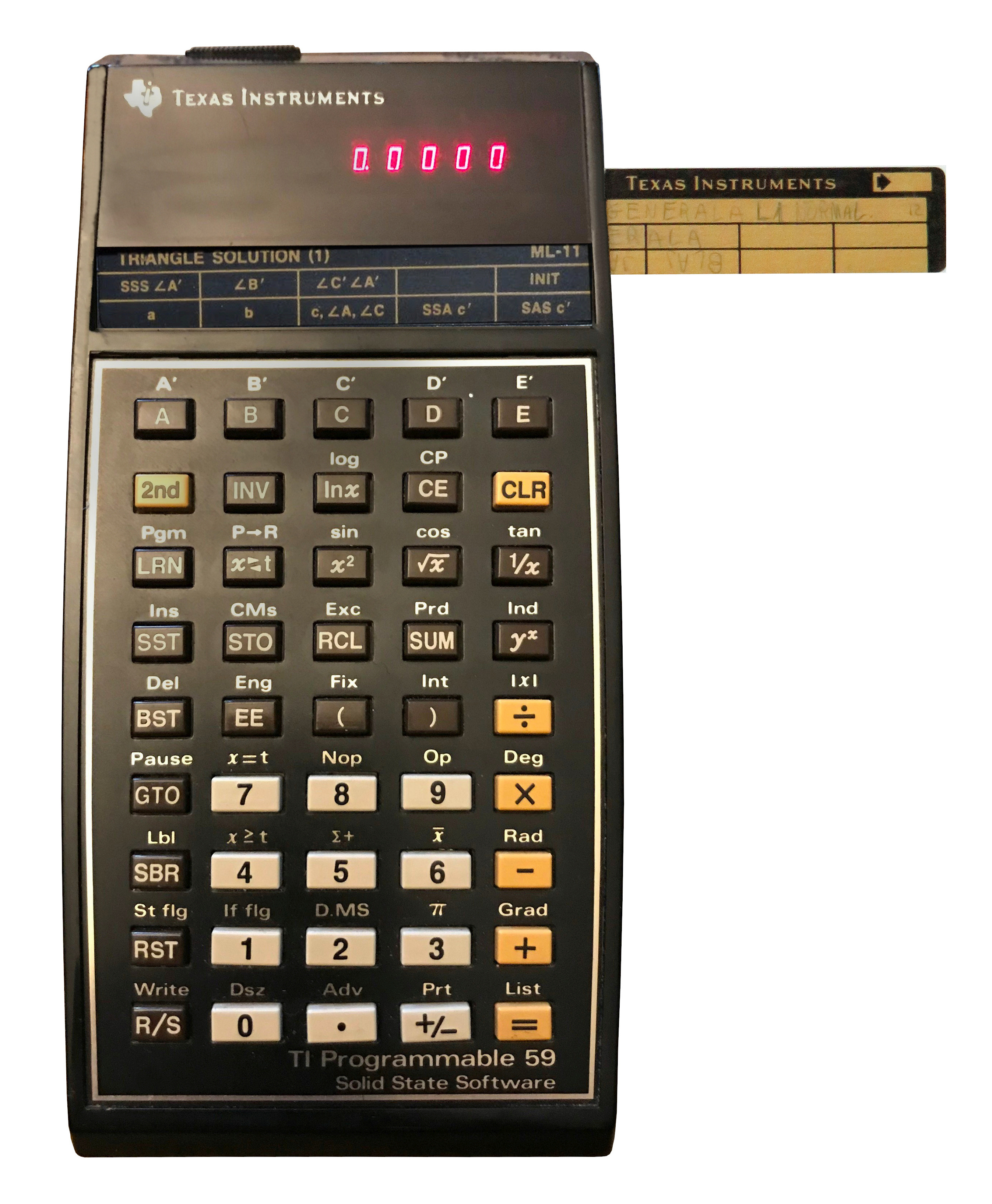
En TI-59 med ett minneskort på framsidan av räknaren och ett annat minneskort som håller på att matas in i kortläsaren.
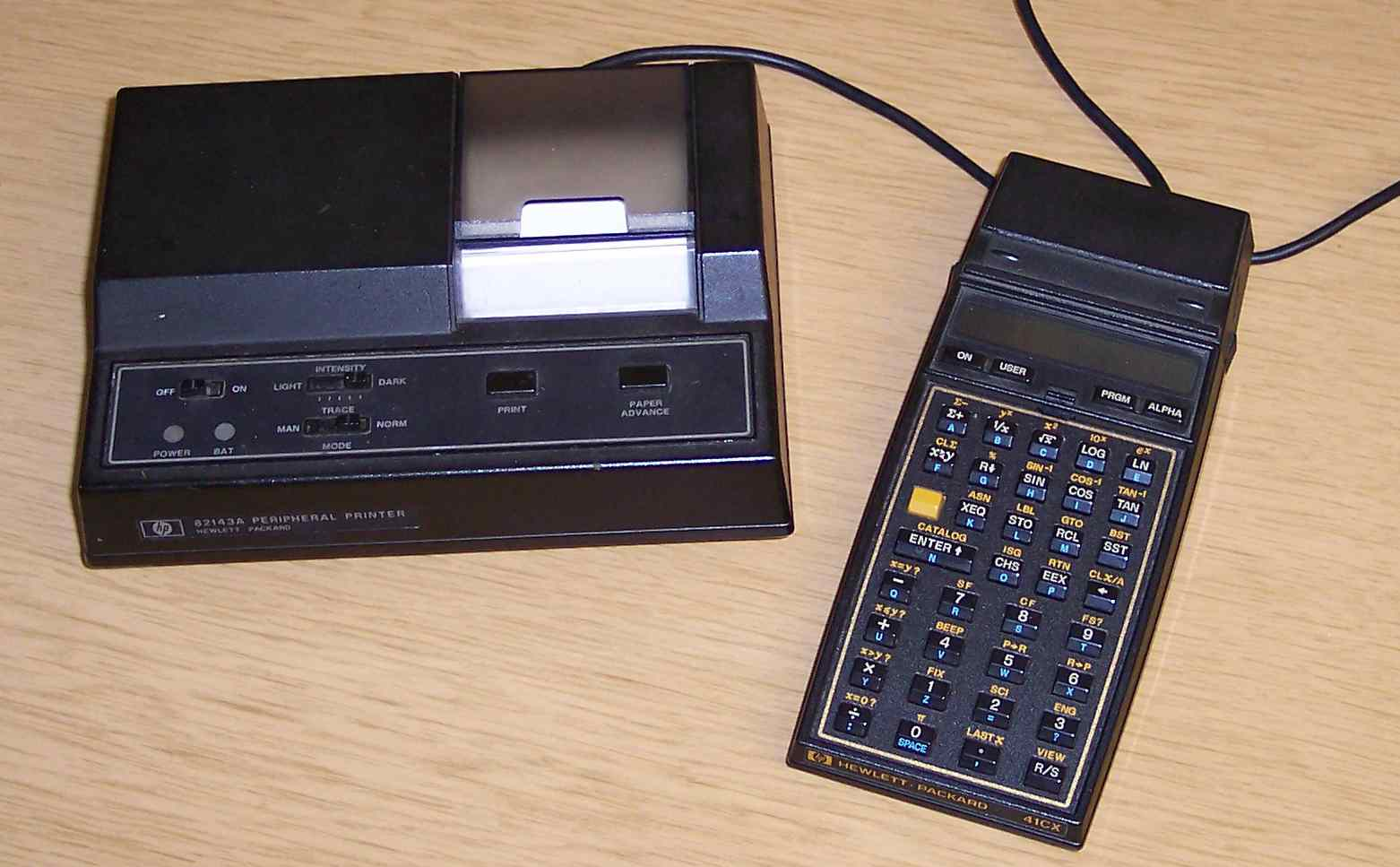
HP-41CX med magnetisk kortläsare och skrivare.
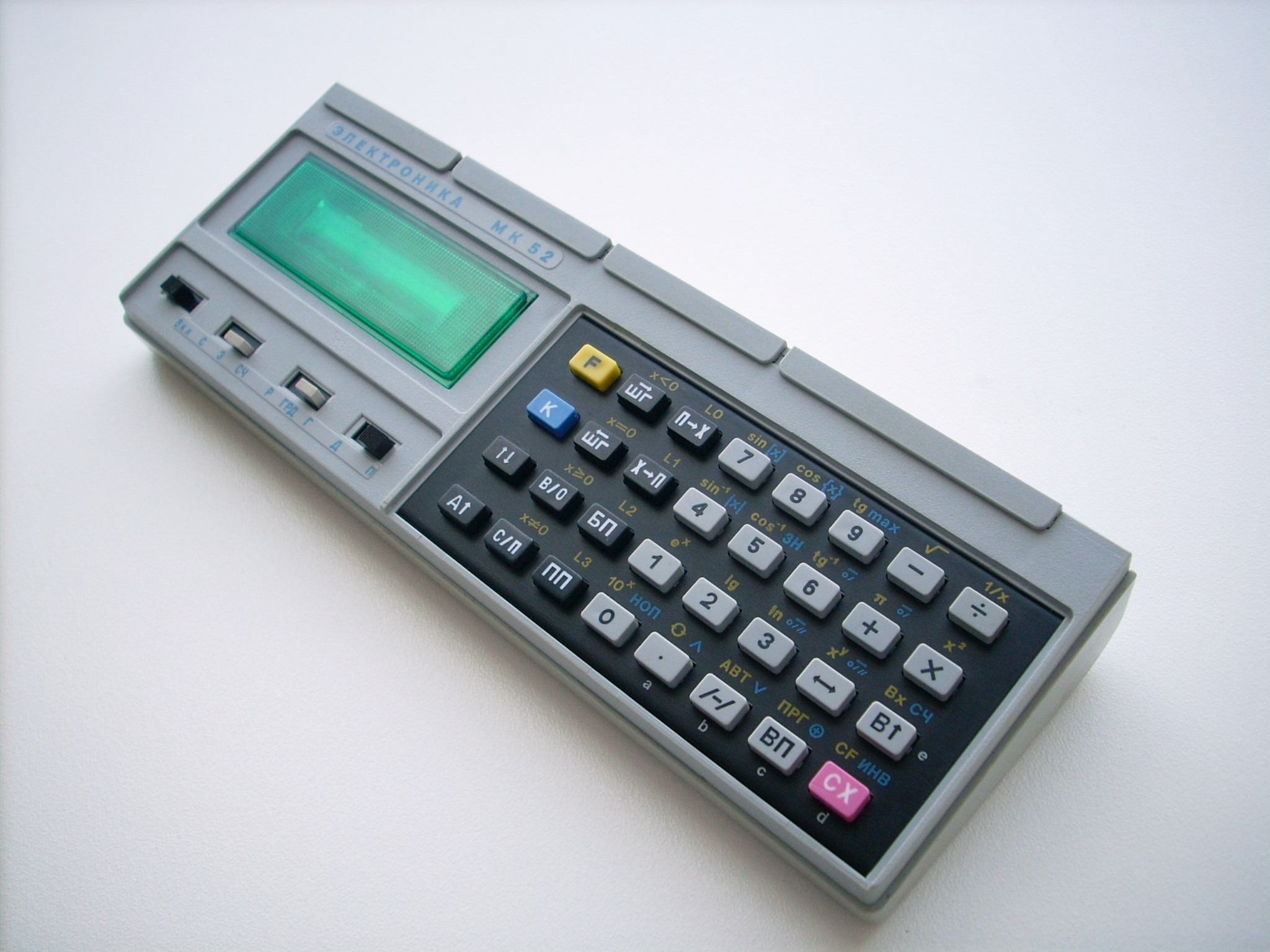
En stor variation av programmeringsbara funktionsräknare utvecklades i forna Sovjetunionen. En del av dem, bland annat MK-52, användes även för rymduppdrag.
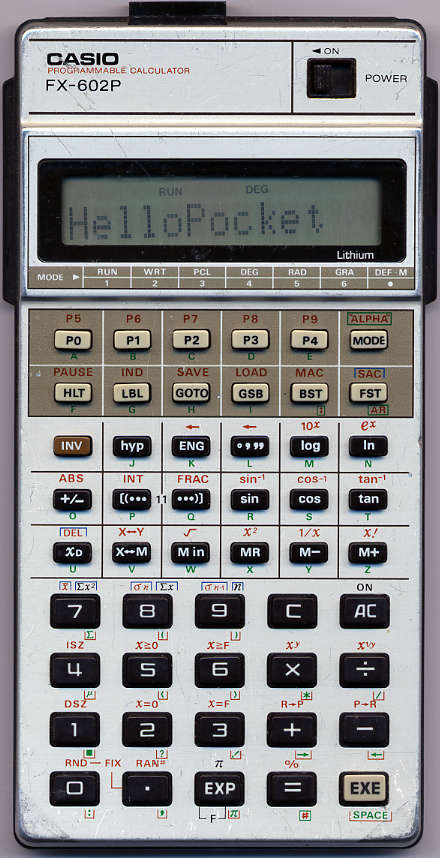
En 28 år gammal FX-602P i funktionsdugligt skick.

## Tillverkare
Några populära tillverkare av funktionsräknare är:
- Hewlett Packard
- Texas Instruments
- Casio
- Sharp